# Filip Hrgović
Filip Hrgović, hrvaški boksar * 4. junij 1992 Zagreb, Hrvaška.
Leta 2018 je nosil naslov WBC International in naslov International IBF leta 2020. Kot amater je Hrgović osvojil zlato medaljo na evropskem prvenstvu v boksu leta 2015 in bronasto na poletnih olimpijskih igrah 2016.